# Zoo Plasy
Zoo Plasy je jedna z nejmenších českých zoologických zahrad, nacházející se ve městě Plasy severně od Plzně. Vznikla v roce 2016 postupným rozšiřováním Fantasy Golf – Cesta kolem světa, kde jsou v rámci jednotlivých kontinentů umístěna zvířata a rostliny. Snaží se tak o netradiční propojení zábavy, odpočinku a vzdělání.

## Historie
Z původního adventure minigolfu, který je v provozu od roku 2012 a obsahoval tematické celky fauny a flóry dle kontinentů, vznikla v roce 2016 rodinná zoologická zahrada. Ve stejném roce získala licenci MŽP, čímž se stala oficiální zoologickou zahradou.

## Základní přehled chovaných živočichů
Stav k 31. 12. 2016.
Savci: Kočka bažinná, Lemur kata, Lev, Makak červenolící, Malpa hnědá, Mýval severní, Nosál červený, Surikata a Tygr
Ptáci: Alexandr čínský, Amada Gouldová, Amazoňan modročelý, Amazona aestiva, Amazoňan žlutolící, Ara arakanga, Ara ararauna, Berneška rudokrká, Čírka obecná, Hohol islandský, Hohol severní, Husa indická, Chůvička japonská, Kachnička karolínská, Kachnička mandarínská, Kakadu žlutočečelatý, Korela chocholatá, Křepelka čínská, Kulíšek nejmenší, Labuť černá, Papoušek vlaštovčí, Papoušek červenokřídlý, Papoušek královský, Papoušek mnohobarvý, Papoušek nádherný, Papoušek vlnkovaný, Papoušek zpěvavý, Rosela Pennantova, Rosela pestrá, Puštík brýlatý, Puštík hnědý, Puštík vousatý, Sova pálená, Sovice sněžní, Výr velký, Výr virginský, Zebřička pestrá, Žako šedý konžský, Žako šedý liberijský
Plazi: Kajmanka supí, Želva ostruhatá
Ryby: Jelec jesen, Karas obecný, Karas zlatý, Kapr obecný, Kapr koi